# Roystonea maisiana
Roystonea maisiana là loài thực vật có hoa thuộc họ Arecaceae. Loài này được (L.H.Bailey) Zona miêu tả khoa học đầu tiên năm 1996.